# Igreja Paroquial de São Facundo
A Igreja Paroquial de São Facundo localiza-se no lugar de São Facundo, na freguesia de Antuzede, no Município de Coimbra, no Distrito de Coimbra, em Portugal.
O lugar de São Facundo foi uma freguesia independente até 1850, sendo a sua apresentação a Universidade de Coimbra e a Ordem de Cristo.
O templo é de pequenas dimensões, de acordo com os oitenta e três fogos que existiam à data de extinção da freguesia.